# Apollinaire de Tambèla
Apollinaire Joachim Kyélem de Tambèla (ur. 1955 w Tambèla w prowincji Kouritenga) – burkiński polityk, prawnik, dziennikarz i pisarz, od 21 października 2022 premier Burkiny Faso.

## Życiorys
Studiował prawo na Uniwersytecie w Nicei, uzyskał także dyplomy z zakresu języka i kultury angielskiej oraz francuskiej. W czasie nauki w 1983 był współzałożycielem tamtejszego Komitetu Obrony Rewolucji (CDR) popierającego Thomasa Sankarę, w latach 80. odrzucił propozycję wejścia w skład rządu Sankary. W 1986 uzyskał doktorat na macierzystej uczelni, wykładał tamże i na University of Toronto, później powrócił do Burkina Faso. Praktykował jako adwokat przy sądzie apelacyjnym w Wagadugu i wykładał w École Nationale de l’Administration et de la Magistrature (burkińskiej szkole sędziów i urzędników państwowych). Został dyrektorem CRIS (centrum studiów międzynarodowych i strategicznych), a także autorem książek na tematy polityczno-społeczne, w tym biografii Sankary. Występował jako komentator w mediach, uchodząc za przedstawiciela opozycji. Prowadził program telewizyjny w prywatnej stacji BF1 TV, kilka audycji radiowych oraz pisywał do gazet.
21 października 2022 powołany przez tymczasowego przywódcę państwa Ibrahima Traore na stanowisko przejściowego premiera Burkina Faso.